# (7333) Bec-Borsenberger
(7333) Bec-Borsenberger (1987 SM4) – planetoida z grupy pasa głównego asteroid okrążająca Słońce w ciągu 4,15 lat w średniej odległości 2,58 j.a. Odkryta 29 września 1987 roku.